# Sceau de Louisville

Sceau de Louisville et du comté de Jefferson.

Le Sceau de Louisville est un emblème de la cité de Louisville. Le sceau est par exemple utilisé pour certifier des documents officiels. La cité a connu quatre sceaux depuis sa création en 1828 et ce jusque 2003. En 2003, le gouvernement de la cité a fusionné avec celui du comté de Jefferson ce qui a eu pour effet la création d'un nouveau sceau commun.

## Histoire

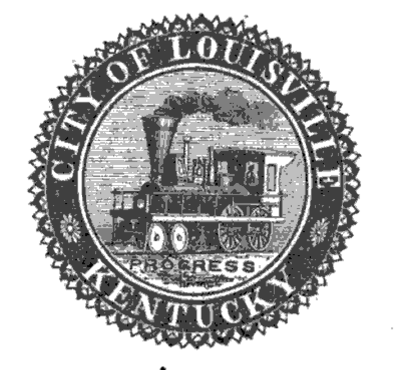
Sceau de Louisville 1861 à 1910.

Le premier sceau de la ville date de 1828. Il représentait un bateau à vapeur près des chutes de la rivière Ohio sur un quai chargé de caisses et de ballots de marchandises. Les mots « City of Louisville » se trouvaient au-dessus et le mot « Perseverando » en dessous. Perseverando signifie « persévérance » et était en réalité une partie de la devise de la ville « Industrie et ponctualité par la persévérance ». Ce sceau fut utilisé jusque le 6 mai 1861. 
Le second sceau fut influencé par le développement des locomotives à vapeur et en particulier par le chemin de fer Louisville & Nashville Railroad. Le sceau représentait une locomotive et le mot « Progress » (Progrès). Le second sceau resta jusque 1910 lorsque la locomotive commençait à vieillir et à ne plus représenter le progrès pour les citoyens. Un concours fut alors organisé pour choisir le troisième sceau. John Ray Bauscher fut le vainqueur. Son sceau représentait une femme tenant d'une main une bannière portant le mot « progress » et tenant une corne d'abondance dans l'autre main. Un train, un bateau à vapeur et un gratte-ciel se trouvaient également à proximité de la femme. Le sceau pris cours le 21 décembre 1910.
Le 25 novembre 1953, le dernier sceau de la ville fut adopté sous la législature du mayeur de la ville Charles Farnsley. Le sceau était basé sur les origines de la ville. Il représentait trois fleurs de lys dans un triangle représentant chacune un siècle d'existence de la ville. Les fleurs étaient entourées de treize étoiles représentant les treize colonies britanniques en Amérique du Nord. On trouvait également l'année 1778 qui représente l'année de la création de Louisville tandis que la fleur de lys symbolise le roi Louis XVI de France qui avait apporté son aide aux américains lors de leur guerre d'indépendance contre la couronne britannique.
En 2003, le sceau fut remplacé par un nouveau à la suite de la fusion des gouvernements de la ville de Louisville et du comté de Jefferson dont la cité est également le siège. Le sceau actuel possède l'inscription « Louisville - Jefferson County - Metro » dans un cercle qui entoure une fleur de lys et deux étoiles. Une étoile représente la cité de Louisville et la seconde le comté de Jefferson. La date 1778 est toujours présente.